# Geoffroy de Crécy
Pour les articles homonymes, voir Crécy.
Geoffroy de Crécy, né en 1971 à Dijon est un réalisateur de films d'animation français.

## Biographie

### Famille
Geoffroy de Crécy est né à Dijon d'un père ingénieur commercial pour les ascenseurs Schindler et d'une mère bibliothécaire au lycée Sainte-Geneviève à Versailles.
Il a trois frères dont Nicolas, dessinateur de bandes dessinées, Étienne, DJ et Hervé, animateuret une sœur Béatrice, cofondatrice de la marque Bonne Maison.

## Filmographie - Réalisation
Courts-métrages d'animation
- 1999 : Les Misérables
- 2006 : Temps de chien ou Dog Days
- 2020 : Empty Places

Vidéoclips d'animation
- 2000 : Am I wrong ? pour Étienne de Crécy
- 2001 : Scratched pour Étienne de Crécy [3]
- 2001 : Tempovision pour Étienne de Crécy
- 2008 : Bubblicious pour Rex the Dog [4]

Films d'animation publicitaire
- 2010 : L'Asile pour Carambar - confiserie
- 2010 : L'Interrogatoire pour Carambar - confiserie
- 2011 : Topia pour Velvet - papier
- 2012 : One for the Ladies pour Cablevision - Optimum Wifi - fournisseur d'accès à internet
- 2012 : Roaming pour Cablevision - Optimum Wifi - fournisseur d'accès à internet
- 2012 : Automatic pour Cablevision - Optimum Wifi - fournisseur d'accès à internet
- 2012 : Hotpot pour Cablevision - Optimum Wifi - fournisseur d'accès à internet
- 2013 : Gooeys Pirate pour Maryland Cookies - alimentation

## Récompenses
- 2001 : Victoire du vidéo-clip pour Am I wrong ? aux Victoires de la musique
- 2007 : Caméléon de la meilleure animation pour Dog Days au Brooklyn International Film Festival
- 2020 : Prix spécial au Festival d'Annecy pour Empty Places.
- 2020 : Prix Unifrance des distributeurs pour Empty Places.
- 2020 : Best Animation, Bolton International Festival pour Empty Places.
- 2020 : mention spéciale, Animation Madrid pour Empty Places.
- 2021 : Grand prix, Anima Bruxelles pour Empty Places.
- 2021 : Audience Award, Vienna short pour Empty Places.
- 2022 : Nomination pour le César du court-métrage d'animation pour Empty Places.